# Yrjö Wichmann
Yrjö Jooseppi Wichmann (n. 8 septembrie 1868, Liminka, Marele Principat al Finlandei, Imperiul Rus – d. 3 mai 1932, Helsingfors, Finlanda) a fost un profesor și cercetător finlandez al limbilor fino-ugrice la Universitatea din Helsinki din anul 1909 până în 1932.

## Biografie

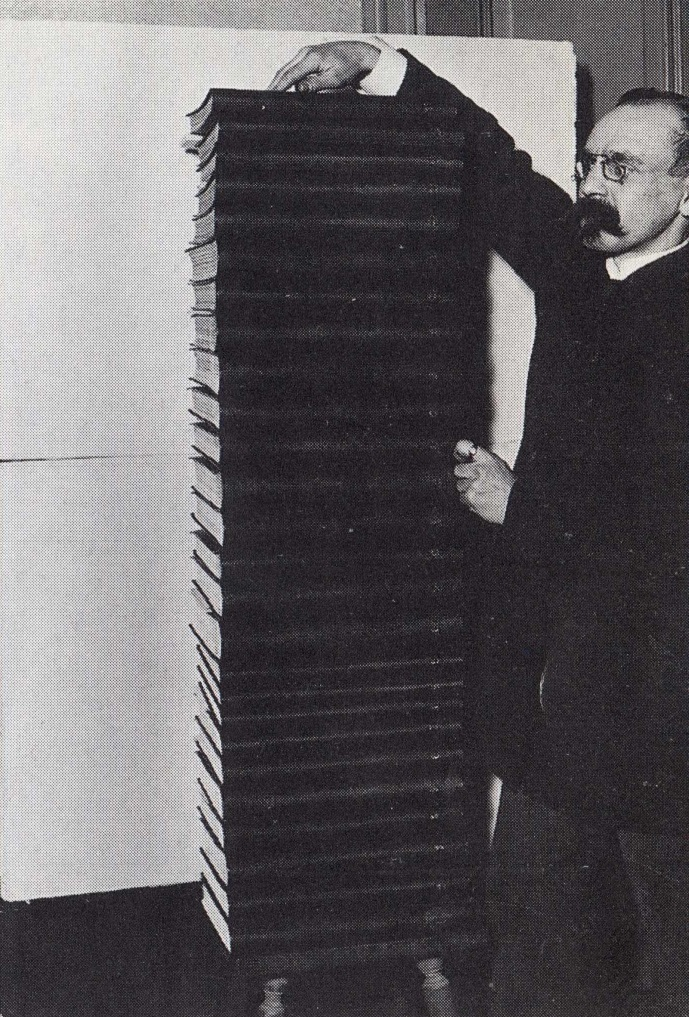
Yrjö Wichmann lângă colecția acestuia de 26 de volume ce însumează en (Suuri Adressi) din 1899. Petiția a fost adresată lui Nicolae al II-lea al Rusiei pentru a reconsidera politica de rusificare agresivă a Finlandei.

Părinții lui Wichmann au fost Emil August Wichmann și Charlotta Wilhelmina Schroderus. A absolvit gimnaziul Lyseo din Oulu în 1887 și Facultatea de Arte și Filosofie în 1891, obținând titlul de doctor în 1897. Wichmann a devenit doctor docent în studii fino-ugrice în același an. A fost profesor de limbă finlandeză la Școala de Economie din Helsinki între 1893-1897 și la Școala Postuniversitară din Helsinki între 1897-1901, 1902-1905 și 1908-1922.
Din 1891 până în 1892 și în 1894 Wichmann a studiat limba udmurtă. Teza sa de doctorat (1897) a fost o analiză asupra diferențelor gramaticale și fonetice dintre limba udmurtă și limba vorbită în Komi. În timpul călătoriilor sale ulterioare, Wichmann a studiat, de asemenea, comunitățile komi, mari și ceangăii din Moldova. Studiul acestuia asupra dialectului ceangăiesc, Wörterbuch des ungarischen moldauer nordcsángó-und des hétfaluer Csángódialektes, a fost publicat post-mortem de către Bálint Csüry și Artturi Kannisto în anul 1936.
Wichmann a îndeplinit funcția de secretar al Societății fino-ugrice în perioadele 1894-1897 și 1898-1905 și funcția de vicepreședinte în perioada 1898-1905 și a fost deputat din 1919 până în 1932. De asemenea, a fost ales membru străin al Societății Folclorice din Ungaria în 1908, membru al Societății Folclorice de la Moscova din 1911 și membru onorific din 1927, membru onorific al Societății lingvistice maghiare din 1921 și membru străin al Academiei de Științe din Ungaria.
Soția lui Wichmann din 1905 a fost Julia Maria Herrmann (1881-1974). Aceștia au avut un fiu avocat și profesor de drept comercial pe nume Väinö Vihma (1907-1958).